# Вегета

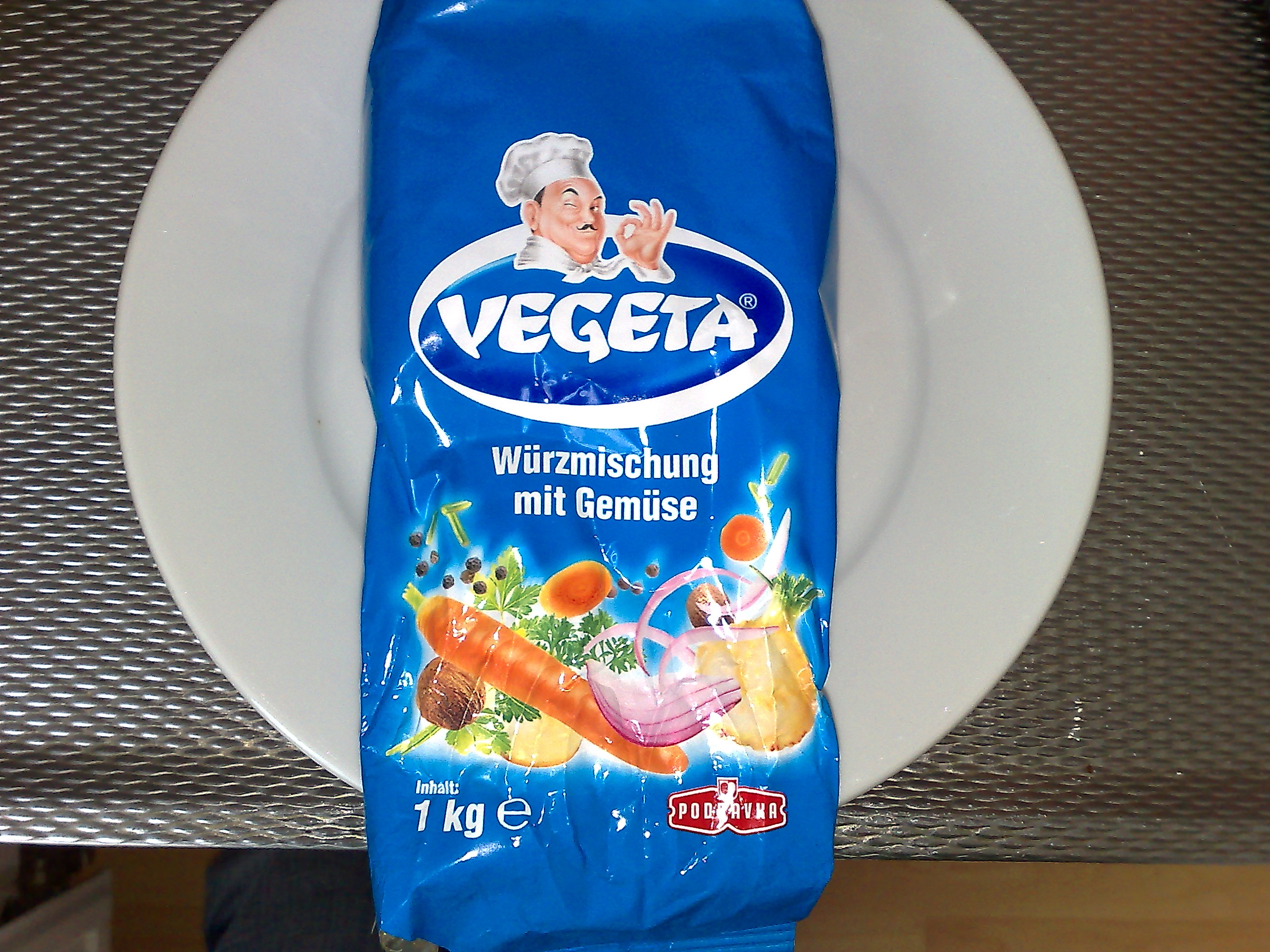
Упаковка «Вегеты»

«Вегета» (Vegeta) — универсальная приправа к блюдам, производителем которой является хорватский концерн «Podravka» (Копривница). Содержит комбинацию нескольких видов специй, сушеных овощей и усилителя вкуса. Vegeta — один из самых известных хорватских продуктов, более чем за четыре десятилетия своего существования она вошла в кухни потребителей более чем 30 стран.
«Вегета» была создана в 1958 году в лабораториях «Podravka» под руководством Златы Бартл. Приправа появилась на югославском рынке в 1959 году, а с 1967 года экспортируется в Венгрию и СССР. С 2006 года «Вегета» выпускается в нескольких вариантах.
Состав «Вегеты», указанный на упаковке (производство 2008):
- поваренная соль (макс. 56 %)
- сушёные овощи (морковь, пастернак, лук, сельдерей, петрушка) (15,5 %)
- усилители вкуса и аромата (глутамат натрия, инозинат натрия) (макс. 15 %)
- сахар
- специи
- кукурузный крахмал
- краситель (рибофлавин)

| 100 г «Вегеты» содержит в среднем |                    |
| Энергетическая ценность           | 583 кДж (137 ккал) |
| Белки                             | 8,5 г              |
| Углеводы                          | 24,5 г             |
| Жиры                              | 0,6 г              |